# Zijventrikel
De zijventrikels of de ventriculi laterales zijn twee holtes in de hersenen. Ze liggen midden in de hersenen, in het deel dat telencephalon genoemd wordt. Ze zijn gevuld met hersenvocht en zijn daar ook de belangrijkste producenten van.
De zijventrikel bestaat uit drie afzonderlijke hoornen, het cornu frontale in de frontale kwab, het cornu temporale in de temporale kwab en het cornu occipitale in de occipitale kwab. Overeenkomstig wordt de zijventrikel ook de ventriculus tricornis cerebri genoemd, met tricornis voor driehoornig.